# Гьозне (крепост)
Крепостта „Гьозне“ (на турски: Gözne) е средновековна крепост над град Гьозне в провинция Мерсин, Турция. Целогодишно е достъпна и отворена за посещения от туристи. Стопанисва се от турското министерство на културата.

## География
Крепостта се намира в Тавърските планини на 1120 метра надморска височина с координати 36°59′45″N 34°34′40″E. Разположена е на върха на скален масив, южно от едноименното градче Гьозне, но е достъпна само от север, т.е. след минаване през градчето. От южната страна крепостта е разположена на непристъпни отвесни скали.
Разстоянието от областния град Мерсин до крепостта е 30 km. Пътят до крепостта целогодишно се поддържа достъпен. През летните месеци, когато в планините над Мерсин е по-прохладно отколкото на крайбрежието, Гьозне и други места са предпочитана зона за отдих и крепостта е редовно посещавана забележителност. От скоро местността на север от крепостта е достъпна за организиране на семейни пикници.

## История
Крепостта „Гьозне“ е построена (или преправена) през Византийския период. Служила е за отбраняване на пътя от средиземноморското крайбрежие до важната крепост Чандър (Баберон), разположен на изток на разстояние 5 km по въздух, или 10 km по пътя.
Крепостта е частично разрушена, но запазени в чертите ѝ са две сгради, опасани от обща стена. Източната постройка е с правоъгълна форма, с четири бастиона и пет прозореца. Сградата на югозапад е двуетажна, с форма на неправилен шестоъгълник с две врати и три прозореца.